# Даніел Шарич
Даніел Шарич (сербск. Данијел Шарић) — відомий сербський гандболіст, що грає в збірній Катару, а також є захисником іспанської команди «Барселона».

## Біографія
Народився 27 липня 1977 року в місті Добой та перші кроки в своїй кар'єрі розпочав з гандбольного клубу «Борац» в Баня-Луці, куди прийшов займатися в дитячому віці. Та відіграв в молодіжному складі команди.
З 1997 року він переїжджає до Белграду та починає грати в «Червоній зірці». Будучи гравцем цієї команди, він двічі виграє національний кубок та стає чемпіоном країни.1999 року він полишає команду заради переходу в «Сінтелон» міста Бачка-Паланка де також завойовує один кубок.
2003 року Шарич переїжджає до іспанського Сантандера та стає гравцем команди «Тека Кантабрія». Маючи за плечима балканську гандбольну школу та чималий досвід у цьому виді спорту Даніел легко адаптується до іспанського стилю гри.
Через 12 місяців спортсмен перебирається до клубу «Алькабендас», а потім «Адемар Леон» і «Портленд Сан-Антоніа». В іспанському гандбольному сезоні 2008—2009 років визнаний найкращим голкіпером цієї ліги Асобаль.
2009 року Даніел Шарич переходить до каталонської «Барселони», в складі якої, в сезоні 2009—2010 років, виграв Піренейську лігу, Іспанський суперкубок та кубок ліги Асобаля.
Окрім закордонних клубів, гандболіст також відіграв 50 матчів за збірну Сербії та Чорногорії, а трохи згодом провів 7 матчів у складі збірної Боснії та Герцеговини.
Наприкінці 2014 року в Шарич переходить до гандбольної збірної Катару, в складі якої завоював срібло Чемпіонату світу 2015 року, що проходив у цій країні. Також він увійшов до п'ятірки найкращих гравців цього чемпіонату.